# 綱元
綱元（つなもと）は舞台上部に設置されている緞帳や、美術バトン、照明用のサスバトンなどを、人力によって昇降させるために設けられた作業区域のことである。｢綱場｣（つなば）ともいう。なお、電動などの動力機構の場合は操作盤と称して区別される。
言葉が示すとおり、綱元には麻製の非常に丈夫な綱が設置されている。この綱は綱元上部の滑車を介して輪になっており、両端部は｢鎮枠｣（しずわく）と呼ばれる重り（鎮＝しず）を積むための枠に固定されている。鎮枠には同時にバトンから導かれたワイヤーも集約されており、ループ状の綱の手前側を引くことによりバトンが下降、奥側を引くことで上昇する仕組みになっている。
（一時期｢ダブル滑車｣と呼ばれる、滑車を2個介して重量感を半減させるタイプも見られたがデメリットが多く、現在は減少傾向にある）
綱元床面には綱を所定の位置で固定するためのストッパーが設けられている（旧式の綱元は固定方法が異なるものもある）。
バトンに重い幕類や照明器具などを吊り込んだ場合は、重量バランスが取れなくなり人力では操作不能になる。そこで鎮枠の重りを増減して調整することにより、軽快な操作を可能にして円滑な舞台転換を計るようにする。
なお、綱元はその構造・状態をよく理解せずに不注意な操作を行った場合、鎮枠や吊り物の暴走・落下等の大きな事故に繋がる可能性が高いため、周辺は防護金網などで仕切られており、操作・作業要員も安全管理上の理由から、専門職（当該劇場・ホール職員や、本職の大道具方及び舞台照明担当者）が行うのが通例である。